# Kurskaja-Kol'cevaja
Kurskaya (in russo Курская?) è una stazione della Metropolitana di Mosca, situata sulla linea circolare Kol'cevaja. Si tratta di una stazione sotterranea, profonda 40 metri.
Disegnata da G. A. Zacharov e Z. S. Černševa, presenta colonne in marmo bianco koyelga; alla base del soffitto è presente una decorazione in metallo su entrambi i lati, poco sopra il punto in cui il marmo rosato degli archi lascia il posto al soffitto. A metà della banchina vi è una camera quadrata sostenuta da quattro pesanti piloni, che ospita le scale che portano alla stazione con lo stesso nome posta sulla linea Arbatsko-Pokrovskaja. In questi piloni, vi sono delle nicchie che in origine ospitavano delle lampade, successivamente rimosse. La stazione viene illuminata da eleganti candelieri conici nel tunnel principale e da strutture con tubi verticali fosforescenti nei tunnel laterali. La stazione Kurskaja è stata inaugurata il 1º gennaio 1950, e ha rappresentato per un breve periodo il capolinea della linea, prima che essa fosse estesa.
L'ingresso è situato presso la stazione ferroviaria Kurskij.

## Interscambi
Da questa stazione, i passeggeri possono effettuare il trasbordo alla stazione Kurskaja sulla Linea Arbatsko-Pokrovskaja e Čkalovskaja sulla Linea Ljublinskaja.

## Galleria d'immagini

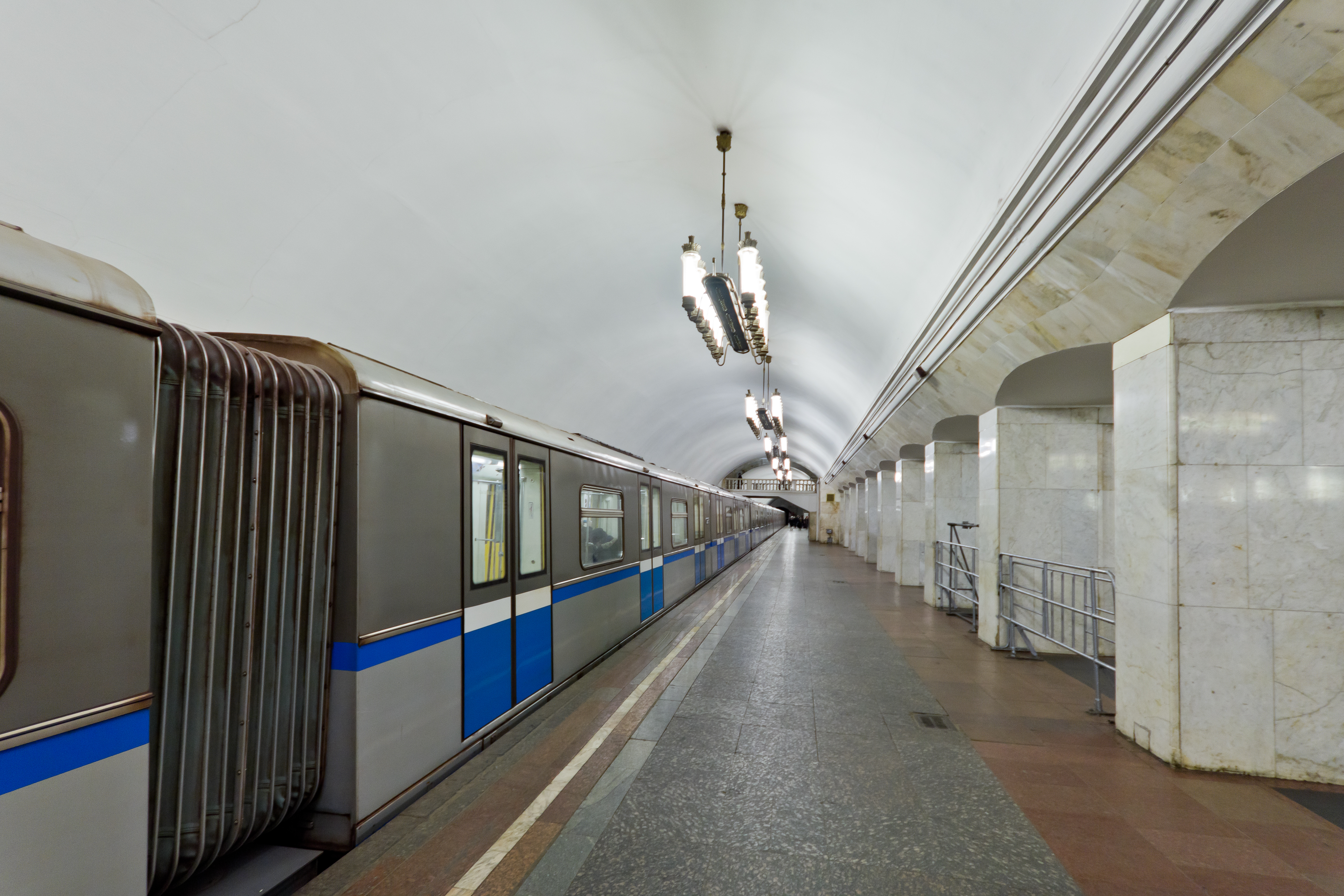
Stazione Kurskaja
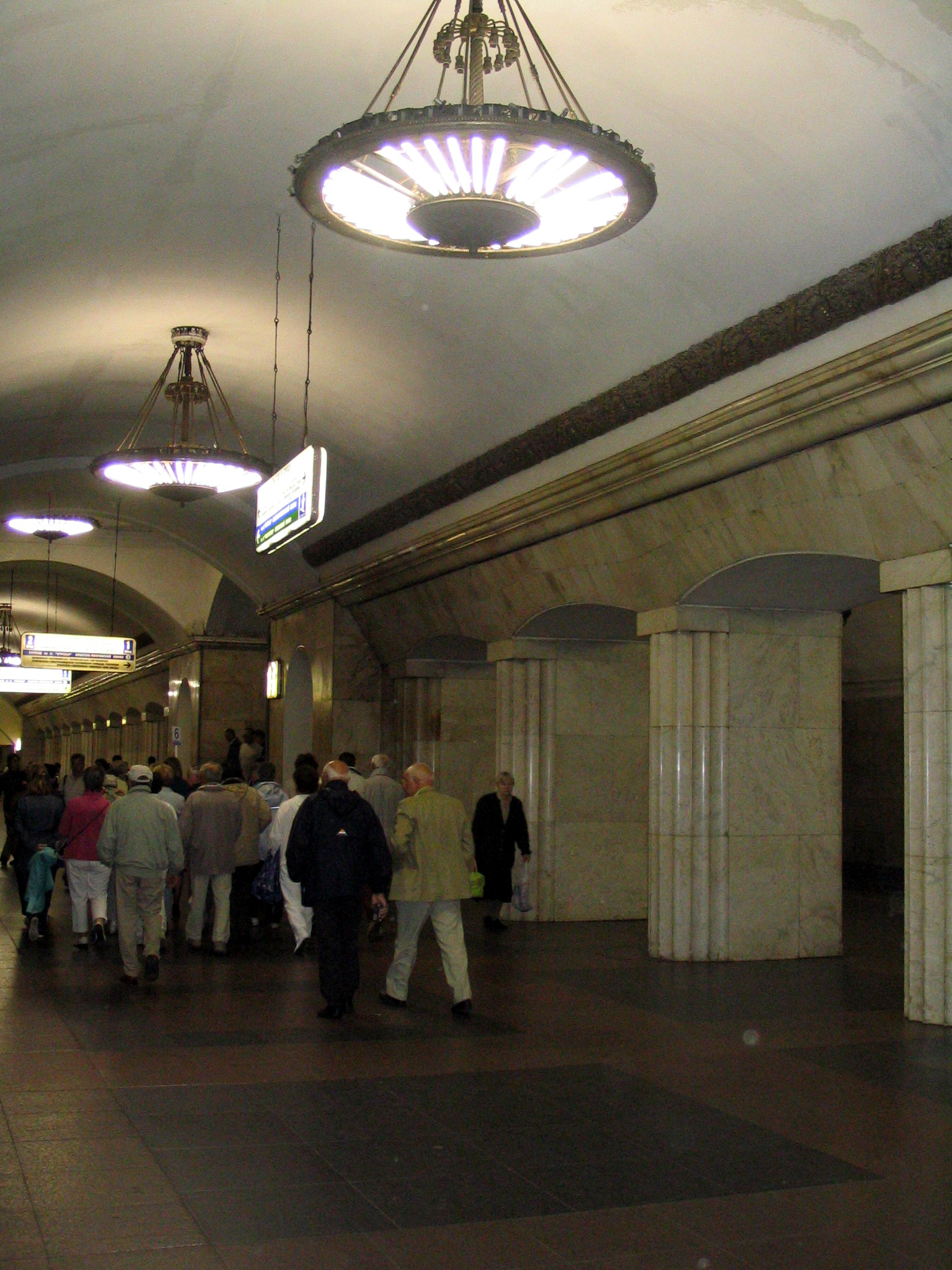
Atrio principale